# Oblast de Camecháteca

Bandeira de Camecháteca

Brasão de Camecháteca

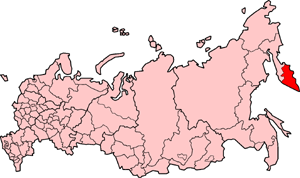

O Oblast de Camecháteca, Camchaca ou Kamtchatka, foi uma divisão federal da Federação Russa. Tem uma superfície de 472 300 km² e, em 2002, 358 801 habitantes. A capital é a cidade de Petropavlovsk-Kamchatsky.
A região foi ocupada pela Rússia no final do século XVII. O atual Oblast foi criado em 20 de outubro de 1932. Em 23 de outubro de 2005 foi aprovada em referendo a fusão do Oblast com o Okrug Autónomo de Koriakia. A nova entidade foi efetivada em 1 de julho de 2007 com a designação de Krai de Camecháteca.